# 吳嘉星
吳嘉星（英語：Kathy Ng Ka Sing，1982年11月12日—），美籍香港女演员，毕业于美国加州州立大学戏剧表演。2007年获得亚洲小姐美洲赛区冠军及友谊小姐的奖项回到香港参赛，继而在总决赛中获得友谊小姐头衔并签约成为亚洲电视艺人。
她曾參與多套電影、電視劇、舞台劇以及電視節目的演出工作。因為能說流利的英語、廣東話以及普通話，擔任多個品牌以及活動的司儀，包括Hennessy、屈臣氏等。2010年起，開始擔任香港賽馬會等各多名馬主及多項活動司儀。

## 簡歷

### 早年生涯
吴嘉星1982年11月12日於出生在广州，祖籍蕉嶺, 从小在良好的家庭环境和父母严格的要求下成长。父亲对她的教育很重视，送她去一所住宿学校就读。在那短短的几年，除了培养她独立自理的能力之外，也对她后來的成长起了很大的帮助。
之后她随着妈妈移民到了美國纽约。在纽约生活学习的这段时期里，她慢慢意识到自己的兴趣是表演，也明确了自己的理想是成为一名演员。在高中毕业后，她只身一人背起行囊勇闯好莱坞，就读于加州州立大学富尔顿分校，学习戏剧表演。

### 演藝經歷
2007年，吴嘉星参加亚洲小姐美洲赛区的比赛，获得了冠军及友谊小姐的奖项。随后回到香港参加总决赛，再次获得友谊小姐头衔，並签约成为亚洲电视合约艺人。
2008年，参加第一届亚洲电视艺员训练班。同年，參演时装警匪剧《法网群英》，时装警匪剧，由吴启华、陈秀雯、万绮雯、谷祖琳、吕颂贤、陈启泰、张文慈、苏永康等领衔主演，共35集。
2010年，参演由尔冬升导演，吴彦祖、古天乐、李冰冰等主演的《枪王之王》，在剧中饰演吴彦祖手下的警员。
2011年，参演罗永昌导演的电影《迷途追凶》又名《报应》。2012年，参演郑保瑞导演的电影《车手》，本片提名第 32 届香港电影金像奖最佳影片等多个奖项。
2014年，参演由杜琪峰导演，张艾嘉编剧，周润发、张艾嘉、汤唯、陈奕迅等领衔主演的《华丽上班族》，她在片中饰演张艾嘉的秘书。同年参演翁子光导演作品《微交少女》 ，在 Netflix上映中。
2015年，参演杜琪峰导演的黑色幽默警匪片《三人行》，本片分别提名香港电影金像奖和台湾金马奖最佳导演。同年，参演由翁子光导演，杜可风担任摄影，郭富城主演的电影《踏血寻梅》，这部影片斩获了第 35 届香港电影金像奖最佳导演、最佳摄影等 7 项 大奖，同时提名了台湾金马奖最佳影片等 9 项大奖，并且在多个电影节中获奖无数。她也参演张坚庭导演的《贫穷富爸爸》。
她主演美国著名公司Voltage Pictures (曾制作包括 《Dallas Buyers Club 》中文名《达拉斯买家俱乐部》, 《The Hurt Locker》中文名《拆弹部队》, 《Don Jon》中文名《唐璜》)制作，好莱坞摄影制作团队拍摄的电影《Lady Bloodfight》(中文名《血染淑女》), 担任第二女主角Wai。为了这个角色她变身“打女”，在电影正式开拍前不到一个月的时间，在武术指导熊欣欣的指导下积极训练身体素质以及练习武术，务求在拍摄时所有动作都是亲自来拍摄。2017年电影在北美各大院线上映，并且在Netflix和Amazon上播出。
2016年，进军好莱坞后，参演CBS电视剧《Pure Genius》(中文名《天才医院》)。同年，加入美国演员工会（SAG）。
2018年，主演美国好莱坞电影《大青树下》，与金马影后归亚蕾在电影中饰演母女。
2018年，她参演由J·K·西蒙斯等主演的美剧《Counterpart》(中文名《相对宇宙》)，此片已在Starz播出。
同年，参演好莱坞大片，道恩·强森主演的 《Skyscraper》(中文名《摩天营救》)。

## 演出作品

### 電影
- 2024年：《邪Mall》
- 2020年：《麥路人》
- 2018年：《Skyscraper》
- 2018年：《大青樹下》
- 2016年：《Lady Bloodfight》
- 2015年：《三人行》
- 2014年：《大浪濤沙》
- 2014年：《踏血尋梅》
- 2014年：《貧窮富爸爸》
- 2014年：《華麗上班族》
- 2013年：《剖白》
- 2013年：《微交少女》
- 2011年：《乍離聚》
- 2010年：《車手》
- 2010年：《報應》
- 2009年：《鎗王之王》

### 電視劇
- 2018年：《Counterpart》
- 2016年：《Pure Genius》
- 2010年：《法網群英》
- 2015年：《火速救兵III》
- 2014年：《社企有道》
- 2012年：《没有墙的世界III》
- 2009年：《爱回家》
- 2008年：《铁窗边缘》

### 舞台劇
美國：
- 2007年：《Deadman Walking》（英語）
- 2007年：《12 Angry Women》（英語）
- 2007年：《公寓春秋》
- 2006年：《The Man Who Comes to Dinner》（英語）

香港：
- 2012年：《Yellow Face 黃臉孔》（英語）
- 2011年：《戀Love Love》（61 Production及商台製作）
- 2010年：《黐膠花園》（61制作）

## 節目主持

### （香港電台）
- 2015年：《味之天下4》
- 2013年：《味之天下3》
- 2011年：《細說荃灣五十年》
- 2011年：《味之天下2》
- 2010年：《小學校際通識大賽2010》
- 2010年：《味之天下1》

### （亞洲電視）
- 2007年：《數碼天使信息》
- 2008年：《越食越有機》
- 2008年：《送愛到四川》
- 2008年：《台灣睇·住·玩》
- 2008年：《星期日法庭》 ──懲教所之戀
- 2008年：《奧運等埋位》
- 2009年：《鴻圖大展 牛氣沖天》宣傳片
- 2009年：《亞洲美食100強》
- 2009年：《生活著數台》
- 2009年：《媽媽不懂的事》
- 2009年：《香港亂噏》=
- 2009年：《開心大發現2009》
- 2010年：《通識小學堂》
- 2010年：《嶺南尋根之旅》
- 2011年：《兔氣揚眉過肥年》
- 2011年：《Music 120 》(World Channel) （英語）
- 2011年：《生活加油站》
- 2011年：《多多益膳II》
- 2011年：《關注日本大地震》
- 2011年：《中華創意奇觀1》
- 2011年：《中華創意奇觀2》

### 廣告
- 2015年：《Happy WednesdayI》- Roadshow
- 2010年：《幸福安泰敏》 - Roadshow
- 2010年：《美味香港》- Roadshow

## 獎項
- 2007年：亞洲小姐競選美國賽區 ─ 冠軍，友誼小姐
- 2007年：亞洲小姐競選總決賽 ─ 友誼小姐

## 外部連結
- 吳嘉星官方網站
- 吳嘉星微博（页面存档备份，存于）
- 吳嘉星Instagram